# Pierre Méhaignerie

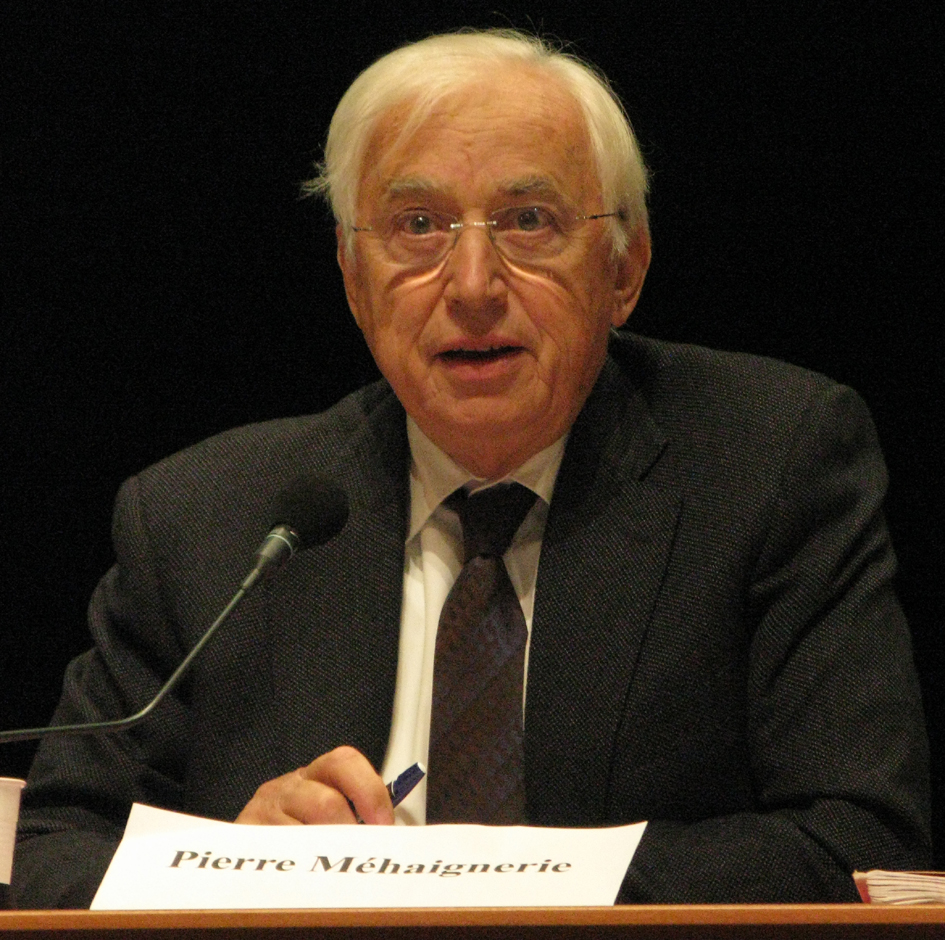
Pierre Méhaignerie (2011)

Pierre Méhaignerie (* 4. Mai 1939 in Balazé, Département Ille-et-Vilaine, Bretagne) ist ein französischer Politiker. Er war zwischen 1973 und 2012 mehrmals Abgeordneter in der Nationalversammlung, Minister für Landwirtschaft (1977–1981), Bau und Verkehr (1986–1988) sowie Justiz (1993–1995), außerdem von 1982 bis 1994 Vorsitzender der christdemokratischen Partei CDS.

## Leben
Méhaignerie stammt aus einer Politikerdynastie: Sein Vater und Großvater waren Bürgermeister von Balazé und Mitglieder des Generalrats des Départements Ille-et-Vilaine. Der Vater war zudem von 1945 bis 1968 als Vertreter der christdemokratischen Volksrepublikaner-Bewegung (MRP) Mitglied der Nationalversammlung.
Méhaignerie ist verheiratet und hat zwei Kinder.

### Partei
Méhaignerie begann seine politische Karriere als Mitglied des Centre démocratie et progrès (CDP), einer Nachfolgepartei des MRP unter Führung von Jacques Duhamel. Das CDP ging 1978 in der neuen christdemokratischen Partei Centre des démocrates sociaux (CDS) auf. Diese wiederum war ein Bestandteil des bürgerlichen Parteienbündnisses Union pour la démocratie française (UDF), das den Präsidenten Valéry Giscard d’Estaing unterstützte. Nach dem Regierungswechsel vom bürgerlichen zum linken Lager war Méhaignerie von 1982 bis 1994 Parteivorsitzender des CDS. Seine Partei ging 1995 in der Force démocrate und 1998 in der Nouvelle UDF auf (die inzwischen kein Parteienbündnis, sondern eine einzige Partei war).
Als Jacques Chirac 2002 die Gründung einer großen Sammelpartei rechts der Mitte initiierte, verließ Méhaignerie die UDF und trat zu Chiracs Union pour un mouvement populaire (UMP) über. Von 2004 bis 2007 war er Generalsekretär der Partei. Aus der UMP trat er 2012 wieder aus und schloss sich der stärker in der Mitte positionierten Union des démocrates et indépendants (UDI) an.

### Département-, Regional- und Kommunalpolitik
1976 wurde Méhaignerie in den Generalrat seines Heimat-Départements Ille-et-Vilaine gewählt. Von 1982 bis 2001 war er Präsident des Generalrats. Zudem vertrat er Ille-et-Vilaine von 1986 bis 1988 im Regionalrat der Bretagne.
Von 1977 bis 2020 war er ununterbrochen Bürgermeister der Kleinstadt Vitré. Das Bürgermeisteramt kleinerer Städte ließ sich in Frankreich bis 2017 mit politischen Ämtern auf nationaler und Département-Ebene kombinieren. Seit 2002 Vitré mit einer Reihe kleinerer Kommunen zu einem Gemeindeverband zusammengeschlossen ist, fungierte Méhaignerie auch als Präsident der Vitré Communauté.

### Nationale Politik
Als der Vater 1968 aus der Politik ausschied, wollte Pierre Méhaignerie als Abgeordneter in dessen Wahlkreis nachfolgen, unterlag jedoch dem Kandidaten der gaullistischen UDR. Bei der Parlamentswahl 1973 konnte Méhaignerie diesen jedoch ablösen und zog in die Nationalversammlung ein. Dieser gehörte er bis zu seinem Eintritt in die Regierung 1976 an.
Im Januar 1976 wurde Méhaignerie als Staatssekretär im Landwirtschaftsministerium in das Kabinett Chirac I berufen. Unter dem Premierminister Raymond Barre stieg Méhaignerie 1977 zum Landwirtschaftsminister auf, dieses Amt behielt er bis 1981. Von 1986 bis 1988 war er Minister für Bau und Verkehr in Chiracs zweitem Kabinett.
Von 1993 bis 1995 übernahm Méhaignerie das Amt des Justizministers unter Premierminister Édouard Balladur. In dieser Funktion protestierte er gemeinsam mit Simone Veil scharf gegen eine Gesetzesinitiative aus den Reihen des konservativen Koalitionspartners RPR im Rahmen der „Null-Einwanderungs-Politik“ des Innenministers Charles Pasqua. Dieses Gesetz hätte die Polizei zu Identitätskontrollen bei jeder Person ermächtigt, die „Anzeichen“ dafür bot, ein Ausländer zu sein.
In den Zeiten, in denen er nicht Minister war (1981–86, 1988–93 sowie 1995–2012) vertrat er wiederum als Abgeordneter das Département Ille-et-Vilaine in der Nationalversammlung.